# Ильинское (Тульская область)
Ильи́нское — село в Одоевском районе Тульской области России.
В рамках административно-территориального устройства относится к Жемчужниковской сельской администрации Одоевского района, в рамках организации местного самоуправления включается в сельское поселение Восточно-Одоевское.

## География
Расположено на левом берегу реки Упа. Высота над уровнем моря 223 м.

## Достопримечательности
В селе находится Свято-Ильинский храм, памятник архитектуры XIX века.

## Население
| 2010 |
| ---- |
| 58   |

Население — 58 чел. (2010).

## История
«Да по Упе на городцкой стороне деревня Ильинское» упоминается в 1566 году в духовной грамоте князя М. И. Воротынского.